# Tonino Milite
Tonino Milite (Tirana, 31 luglio 1942 – Milano, 7 dicembre 2015) è stato un pittore, poeta e illustratore italiano.

## Biografia
Studiò a Milano presso l'Accademia di Brera, e negli anni settanta iniziò la sua carriera come illustratore; in seguito divenne collaboratore di Bruno Munari. Nel 1981 ideò una versione della bandiera arcobaleno simbolo della pace. 
Negli anni '80 ha lavorato come maestro elementare nella scuola milanese intitolata a Martin Luther King (nel quartiere QT8), realizzando con i propri alunni installazioni artistiche all'interno della scuola ed in altri spazi della città.
Nel 1997 pubblicò il suo primo libro di poesie, Dubi ti amo.
Dall'anno 2000 ha esposto le sue opere pittoriche presso il Salone d'Onore della Triennale di Milano, l'Università Bocconi, il Mart di Rovereto, il Museo d'arte della Svizzera Italiana di Lugano e Palazzo Sormani di Milano.
Nel 2001 Garzanti pubblicò una sua opera sulla copertina del tomo Il Novecento della Storia della Letteratura Italiana.
Le sue opere trascendono la tradizione per approdare in un mondo molto particolare, che è parzialmente legato alla realtà e parzialmente legato alla fantasia in un miscuglio di colori, sensazioni, emozioni che si completano a vicenda, rincorrendosi come le note che compongono un'armonia.
Sposato con Gemma Capra, la vedova del commissario Luigi Calabresi, ha cresciuto i figli di questa, tra cui il giornalista Mario Calabresi, che ha intitolato uno dei suoi libri, l'autobiografico Spingendo la notte più in là, con il titolo di una poesia di Milite.
Riposa al Cimitero Maggiore di Milano.

## Opere
- (IT) Tonino Milite, Le texture, vol. V di Giocare con l'arte, Zanichelli, 1980,  p. 64, ISBN 9788808048165.
- (IT) Tonino Milite, Dubi ti amo, La Vita Felice, 1997,  p. 64, ISBN 9788877998156.
- (IT) Tonino Milite, L'intermittenza del giallo, Sabatelli, 2005.
- (IT) Tonino Milite, MeTeOra, A. Mondadori, 2008,  p. 169, ISBN 9788804584230.
- (IT) Tonino Milite, L'ora stupita, Mondadori, 2011,  p. 115, ISBN 9788804611486.